# El Diario NTR Guadalajara
El Diario NTR Guadalajara es un periódico diario con sede en Guadalajara, Jalisco, fundado el 1 de abril de 2015. Las siglas NTR significan: Noticias en Tiempo Real. Es un «hermano menor» de El Diario NTR Zacatecas.

## Historia
El diario fue fundado el 1 de abril de 2015, por José de Jesús Aguirre Campos, ganadero, agricultor, empresario de la construcción, y principal accionista de una empresa de televisión por cable en Zacatecas. El director general es el periodista Guillermo Ortega Ruiz. Durante los primeros meses, Sergio René de Dios Corona fungió como director editorial.
El Diario NTR Guadalajara se ha caracterizado por ejercer un periodismo sumamente crítico hacia el poder político y el gobierno jalisciense, lo que, ha inferido el semanario Zeta de Tijuana, ocasionó que dos sucesivos gobiernos locales, el primero integrado por políticos afiliados al PRI en el sexenio recortado en tres meses 2013-2018, y el segundo al partido Movimiento Ciudadano o que compitieron en elecciones bajo el paraguas de sus siglas (MC) sin ser integrantes de la organización política, en el sexenio 2018-2024, se molestaran y organizaran boicoteos para el nuevo matutino tapatío.
Aun cuando en noviembre de 2016 los directivos del cotidiano eliminaron la Unidad de Investigación y la revista política En Jaque, que era insertada los lunes, el periódico continúa practicando un periodismo de investigación como una de sus vertientes principales.

## Línea editorial
Como su lema lo indica, la línea editorial de este diario es crítica, e incisiva, sobre todo respecto de los gobernantes locales en el estado de Jalisco. Una de sus primeras portadas lució el titular siguiente: "Gabinete de perdedores en Jalisco", en 2015, durante el sexenio del gobernador Aristóteles Sandoval.